# 1,12-Dodecandisäure
1,12-Dodecandisäure, englisch 1,12-dodecanedioic acid (DDDA), ist eine längerkettige lineare Dicarbonsäure mit endständigen Carboxygruppen, die sich wegen ihrer hydrophoben Eigenschaften insbesondere als Monomerbaustein für Polyester und Polyamide mit geringer Wasseraufnahme eignet.

## Herstellung
1,12-Dodecandisäure wird großtechnisch über eine dreistufige Reaktionsfolge, ausgehend von dem einfach aus 1,3-Butadien zugänglichen 1,5,9-Cyclododecatrien (CDT) hergestellt.
Zunächst wird CDT in Gegenwart von Raney-Nickel zu bei 200 °C und 10–15 bar Druck praktisch quantitativ zu Cyclododecan (CDAN) hydriert, das anschließend mit Luft oder Sauerstoff in Gegenwart von Borsäure bei 150–160 °C und Normaldruck oxidiert wird (Bashkirov-Oxidation).
Dabei reagiert das entstehende Cyclododecanol (CDOL) zum Cyclododecantriborat und wird dadurch der weiteren Oxidation zum Cyclododecanon (CDON) entzogen. Nach Hydrolyse des Triborats wird das sogenannte Ol-On-Gemisch mit einer Zusammensetzung von 80 bis 90 % CDOL und 10–20 % CDON erhalten.
Wegen der geringen Selektivität der Oxidationsreaktion wird der Reaktionsumsatz unter 30 % gehalten.
Anschließend wird das erhaltene Ol-On-Gemisch entweder direkt oder nach Dehydrierung zum CDON mit Salpetersäure und Essigsäure als Lösungsvermittler in Ausbeuten von ca. 75 % d.Th. zu 1,12-Dodecandisäure oxidiert.
Die mit Kupferpulver und Ammoniummetavanadat katalysierte Oxidation des Ol-On-Gemischs mit 60%iger Salpetersäure bei Temperaturen von 85 bis 95 °C liefert DDDA in einer Ausbeute von 84 % d.Th.
Die geringen Selektivitäten der beschriebenen Oxidationsreaktionen haben zu einer intensiven Suche nach Alternativrouten geführt, die entweder die Luftoxidation von Cyclododecan zum Ol-On-Gemisch umgehen, z. B. über die Epoxidierung von CDT oder von Cyclododecen ausgehen, das zum CDOL hydroxyliert wird und weiter zu DDDA oxidiert werden kann.
Cyclododecen kann aber auch direkt durch Ozonolyse mit brauchbaren Ausbeuten (83 % d.Th.) und hoher Reinheit (99 %) in z. B. Propionsäure als inertisierendes Lösungsmittel in 1,12-Dodecadisäure überführt werden.
Der bei der Ozonolyse mit einem Ozon-Sauerstoff-Gemisch und anschließender Hydrolyse der Ozonisierungsprodukte hauptsächlich anfallende Dialdehyd Dodecandial wird durch eine oxidativ-thermolytische Nachbehandlung mit dem ozonfreien Sauerstoffstrom zu DDDA oxidiert.
Ein weiterer Syntheseweg basiert auf der Umsetzung von Cyclohexanon mit Wasserstoffperoxid zum Peroxihemiketal des Cyclohexanons und anschließende reduktive Kupplung mit chelatisierten Eisen(II)-salzen in einem wässrig-organischen Phasengemisch. Dabei entsteht DDDA in bis zu 70%iger Ausbeute neben erheblichen Mengen an Capronsäure.
Eine völlig andere Syntheseroute geht von der durch Pyrolyse von Ricinolsäure einfach zugänglichen 10-Undecensäure aus, die in Gegenwart des für industrielle Hydroformylierungen gebräuchlichen Katalysators Carbonylhydridotris(triphenylphosphin)rhodium(I) und Triphenylphosphin zu 11-Formylundecansäure hydroformyliert und anschließend in Gegenwart von Kupfer(II)-acetat und Perpropionsäure mit Sauerstoff in einer Gesamtausbeute von 70 % d.Th. zu 1,12-Dodecandisäure oxidiert wird.
{\displaystyle {\ce {H2C=CH-(CH2)8-COOH ->[{\ce {CO}}{\ce {+}}{\ce {H2}}][{\ce {RhH(CO)(PPh3)3}}] OHC-(CH2)10-COOH ->[{\ce {O2}}] HOOC-(CH2)10-COOH}}}
Auf biotechnologischem Wege kann n-Dodecan mit Mutanten der Hefe Candida tropicalis zu DDDA umgesetzt werden. Die Oxidation verläuft über die Stufen n-Dodecanol, n-Dodecansäure, 12-Hydroxydodecansäure zu DDDA.
Die aus den nachwachsenden Rohstoffen Kokosöl, Lorbeeröl und Palmöl reichlich zur Verfügung stehende Laurinsäure (Dodecansäure) kann durch ω-Oxidation mithilfe genetisch modifizierter Hefestämme ebenfalls zu DDDA oxidiert werden.
Im Labor kann 1,12-Dodecandisäure auch durch Oxidation von 1,12-Dodecandiol mit starken Oxidationsmitteln, wie z. B. einer alkalischen Lösung von Kaliumpermanganat nach Umkristallisation aus Ethanol/Wasser 1:10 mit einer Reinausbeute von 40 bis 60 % d.Th. erhalten werden.
Hersteller von konventionell erzeugter 1,12-Dodecandisäure sind die Firmen Evonik (DE), Hilead (CN), Invista (USA) und Ube (JP), von biotechnologisch erzeugter DDDA Cathay Industrial Biotech (CN).

## Eigenschaften
1,12-Dodecandisäure ist ein weißer kristalliner und geruchloser Feststoff, der sich bei Raumtemperatur nur sehr wenig in Wasser löst. Dagegen ist DDDA in kurzkettigen Alkoholen wie Methanol, Ethanol, Isopropanol, sowie in warmem Cyclohexanol und Cyclohexanon, sowie Aceton löslich.
Die für die Polykondensation zur Erreichung hoher Molmassen von Polyamiden und Polyestern erforderliche hohe Reinheit des Dicarbonsäurebausteins DDDA kann durch Erhitzen in Salpetersäure, mit wässriger Natriumsulfit-Lösung oder in einem Gemisch von Essigsäure, Phosphorsäure und Wasserstoffperoxid erzielt werden.

## Anwendungen

### Polymere
Die wichtigste Anwendung ist als Monomerbaustein in Polyamiden und Polyester durch Polykondensation mit Diaminen bzw. Diolen. Wichtigstes Polymer ist Polyamid 612 durch Polykondensation mit 1,6-Diaminohexan, das wegen seines hohen Schmelzpunktes (218 °C), der geringen Wasseraufnahme und guten Hydrolyse-, Chemikalien- und Witterungsbeständigkeit für hochbelastete Teile im Fahrzeugbau eingesetzt wird. Hersteller von PA 612 sind Dupont (Zytel®), EMS-Chemie (Grilamid 2d®), Evonik (Vestamid D®) und Ube (Ubesta®).
In den 1970er Jahren wurden von Dupont seidenartige Polyamid-Textilfasern aus DDDA und trans, trans-Bis(4-aminocyclohexyl)methan unter dem Markennamen Qiana® vermarktet, die wegen ihres trilobalen Faserquerschnitts besonders weich und hochglänzend waren, aber im Vergleich zu herkömmlichen Nylonfasern geringe Reißfestigkeiten aufwiesen und sich am Markt nicht durchsetzen konnten.
Im Gegensatz zu Polyamiden aus DDDA haben Polyester relativ niedrige Schmelzpunkte (70 bis 90 °C) und ähneln in ihren Eigenschaften dem Polyolefin Polyethylen.

### Ester
Diester von DDDA mit niederen Alkoholen wie Methanol und Isopropanol besitzen wie macrocyclische Ketone oder Lactone ähnlicher Kettenlänge Duftstoffeigenschaften, die im Fall des Dimethylesters als „schön nach Moschus, heiß aldehydig, nach ausgeblasener Kerze, leicht holzig“ und beim Diisopropylester als „nach Moschus, warm, nach ausgeblasener Kerze, schwach holzig“ beschrieben sind.
Diester mit höheren Alkoholen, wie z. B. 2-Ethylhexanol oder Isotridecanol sind geruchlos und können als Lösungsmittel für Parfümkompositionen verwendet werden.
Diester der 1,12-Dodecandisäure werden auch als synthetische Schmiermittel und Weichmacher eingesetzt.
Der cyclische Ester aus DDDA und Ethylenglycol riecht ebenfalls moschusartig und ist ein sehr gutes Fixativ in der Parfümherstellung.

### O-Derivate
Katalytische Hydrierung von DDDA bzw. seiner Diester führt zu 1,12-Dodecandiol, das sich als langkettiges Diol zur Herstellung von Polyestern, Polyurethanen, Polycarbonaten und Epoxidharzen eignet.

### N-Derivate
Aus DDDA ist durch Umsetzung mit Ammoniak und anschließender Abspaltung von Wasser mit Dodecandinitril als Lösungsmittel in Gegenwart von 85%iger Orthophosphorsäure bei Reaktionstemperaturen bis 345 °C in Ausbeuten bis 93 % d.Th. Dodecandinitril erhalten, das durch katalytische Hydrierung in das u. a. als Diamin für Polyamid- oder Polyurethansynthesen interessante 1,12-Dodecandiamin überführt werden kann.
{\displaystyle {\ce {HOOC-R-COOH ->[{\ce {NH3}}] NH4+OOC-R-COO- NA4+ ->[][{\ce {-H2O}}] H2NOC-R-CONH2 ->[][{\ce {-H2O}}] NC-R-CN ->[{\ce {H2}}] H2N-CH2-R-CH2-NH2R=(CH2)10}}}
DDDA findet ferner Verwendung in Klebstoffen und Schmelzklebern, Korrosionsinhibitoren, Tensiden, Elektrolyten für Kondensatoren, als Vernetzer in Pulverlacken usw.